# 加德拉
加德拉（Gadhra），是印度贾坎德邦Purbi Singhbhum县的一个城镇。总人口15742（2001年）。

## 人口
该地2001年总人口15742人，其中男性8271人，女性7471人；0—6岁人口2149人，其中男1107人，女1042人；识字率65.49%，其中男性为74.74%，女性为55.25%。